# St. Georg (Marl)

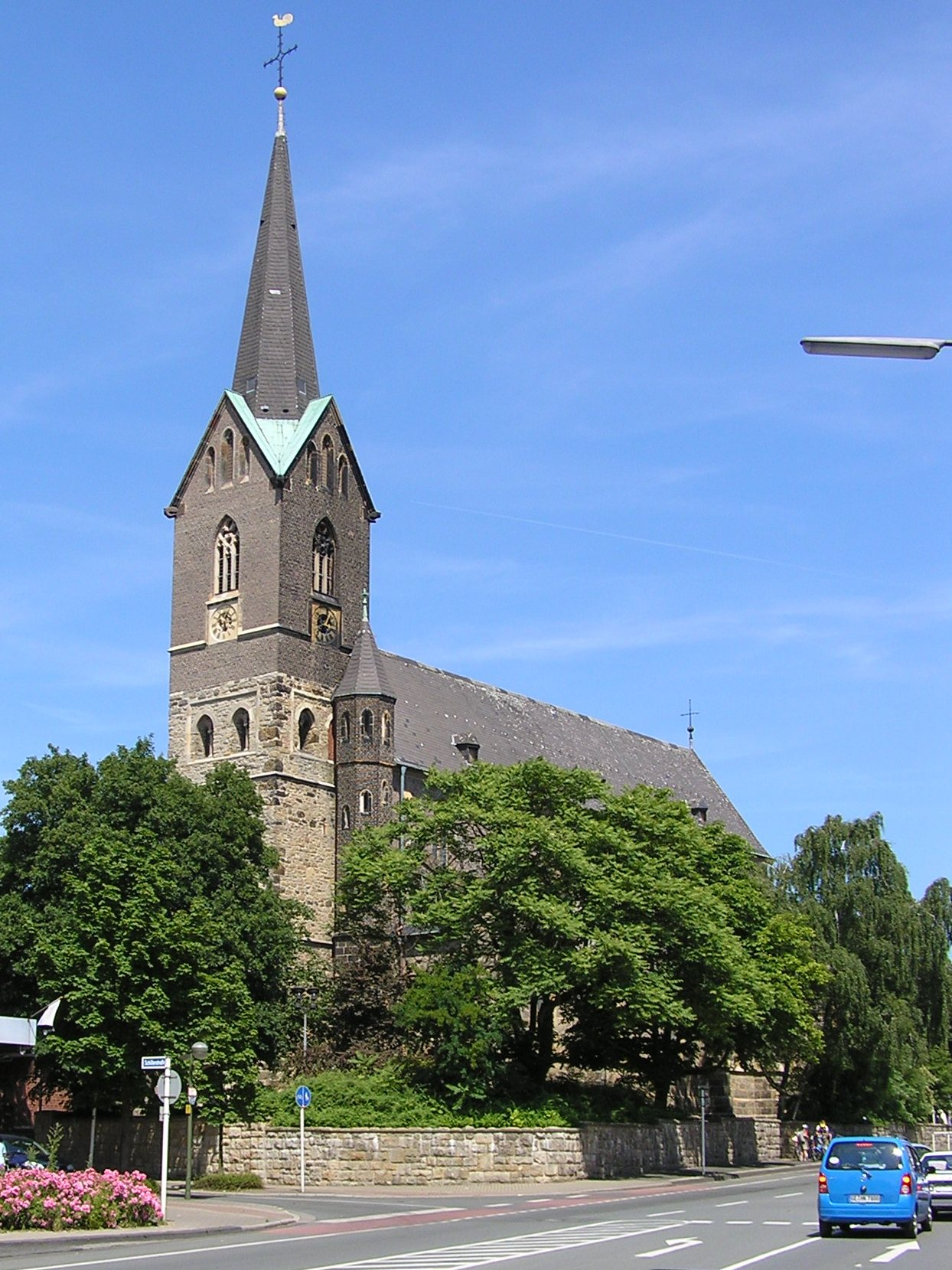
St. Georg

Die katholische Pfarrkirche St. Georg ist ein denkmalgeschütztes Kirchengebäude in Marl, im Kreis Recklinghausen in Nordrhein-Westfalen.

## Lage
Die Pfarrkirche befindet sich im Marler Stadtteil Alt-Marl, dem historischen Zentrum der Stadt. Unmittelbar südlich verläuft die B 225, deren Name auf der Höhe der Kirche von Breite Straße zu Hochstraße wechselt. Östlich der Kirche verläuft die Loestraße, westlich die Schillerstraße. Nördlich der Kirche liegt der Altmarkt, der für Veranstaltungen genutzt wird.

## Geschichte
Die Kirche gehörte im 11. Jahrhundert dem Gaugrafen Balderich vom Niederrhein als Eigenkirche. Später übergab er die Kirche dem Erzbischof Heribert von Köln. In einer Handschrift aus dem Jahre 1160 ist verzeichnet, dass Erzbischof Heribert die Kirche an die Abtei Deutz weitergab.
Zur Pfarrkirche wurde sie im 13. Jahrhundert. Ab 1228 ist ein Geistlicher als erster urkundlich genannter Priester (sacerdos) in der Gemeinde verzeichnet, es war Johannes von Marl.
Die ortsansässige Familie von Loë war ab 1419 bis zum Jahre 1830 Patronatsherr der Kirche. Dann übernahm das Patronat der Freiherr von Twickel auf Haus Lüttinghof.
In den Jahren von 1856 bis 1859 wurde die Kirche nach Plänen des münsteraner Diözesanbaumeisters Emil von Manger von Grund auf erneuert und ein neues Langhaus nach Plänen von Vinzenz Statz gebaut. Dabei blieben die romanischen Grundmauern des Turms aus dem 12. Jahrhundert als Fundament erhalten. Der Turm wurde 1863/1864 aufgestockt.
Am 9. Juli 2017 wurde die Pfarrei St. Georg in die Pfarrei Heilige Edith Stein eingegliedert, zu der sich insgesamt sieben zuvor eigenständige katholische Pfarreien in Marl zusammenschlossen.

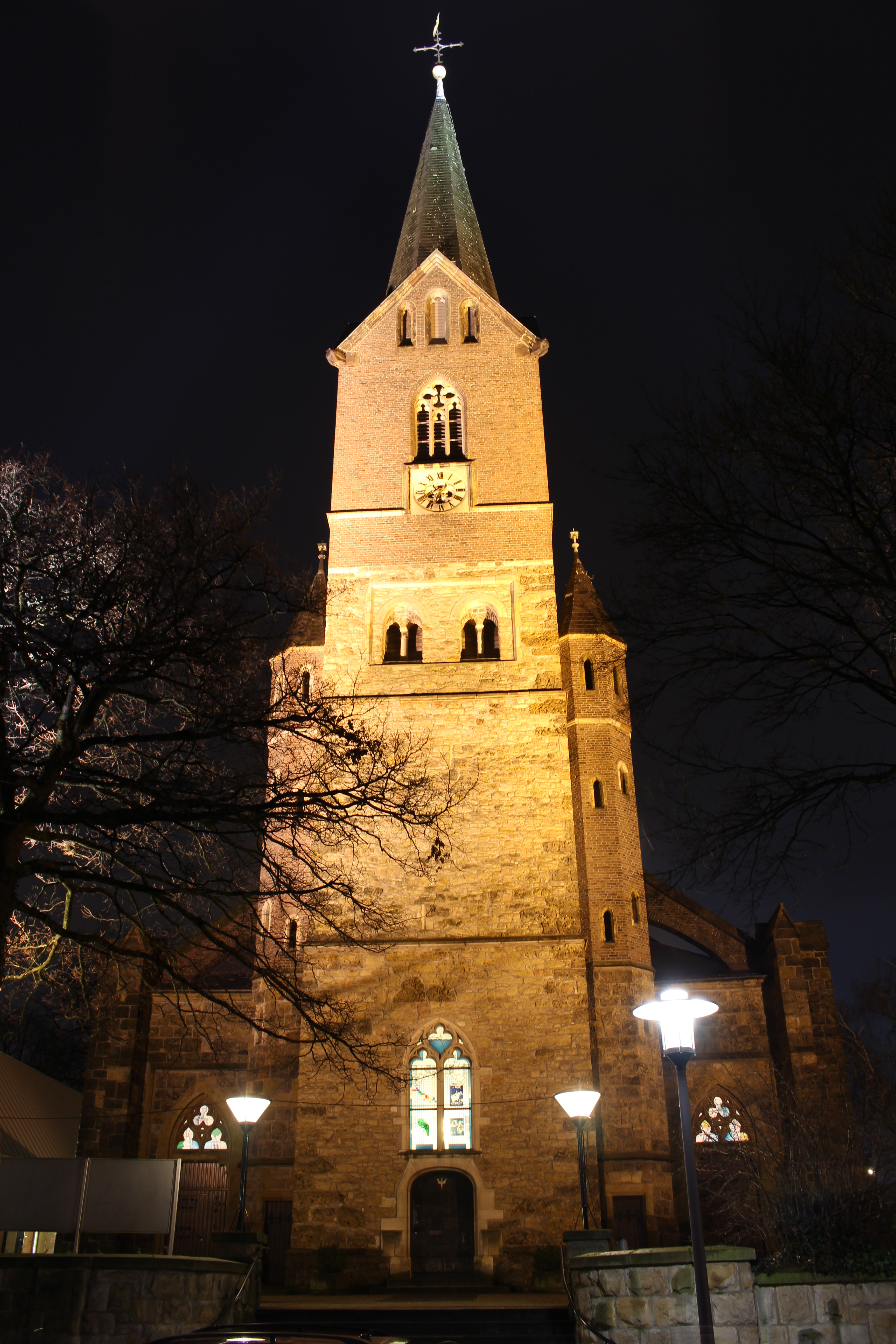
Westturm
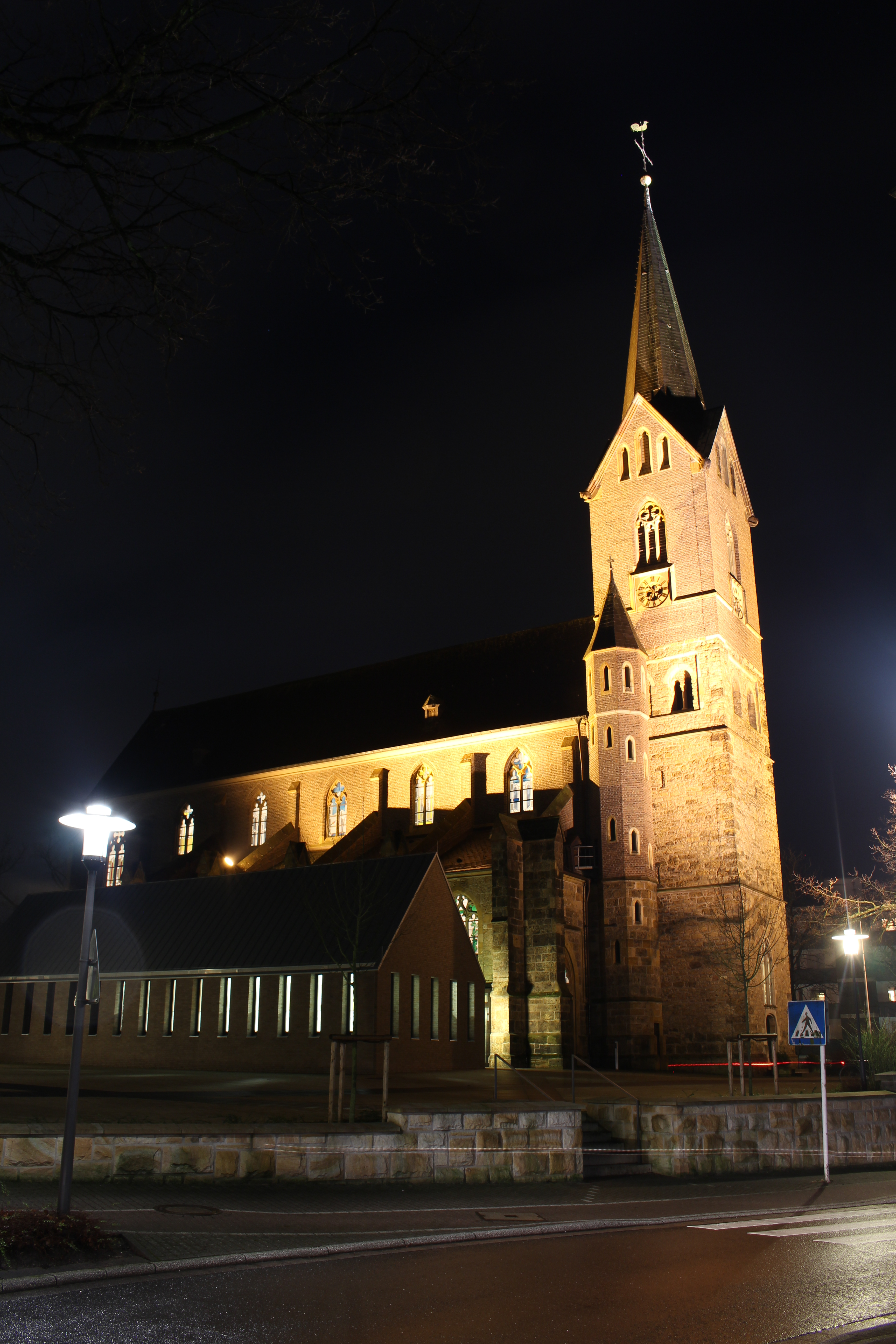
Ansicht bei Nacht
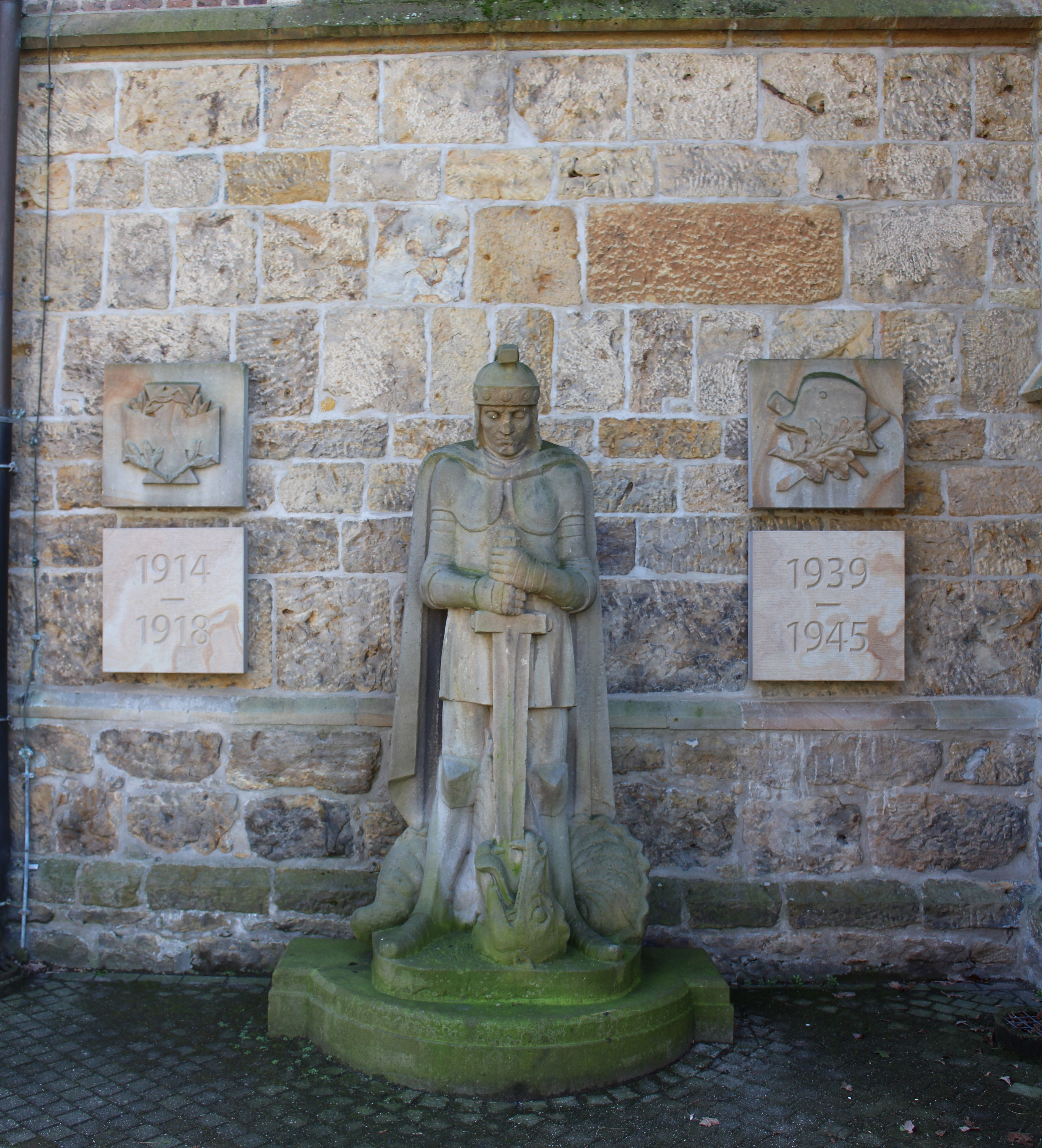
Georg-Statue mit Kriegsehrenmal
Sankt Georg, neue Sakristei und Altmarkt

## Ausstattung
Im Inneren der Kirche befindet sich ein becherförmiger Taufstein vom Anfang des 13. Jahrhunderts. Er ist mit Blendarkaden und Palmenfries geschmückt.

## Orgel
Die Orgel wurde 1997 von dem Orgelbauer Metzler erbaut. Das Instrument hat 34 klingende Register (und zwei Transmissionen) auf drei Manuale und Pedal.
| I Oberwerk C–g3 |                 |        |
| 1.              | Salicional      | 8′     |
| 2.              | Rohrflöte       | 8′     |
| 3.              | Holzflöte       | 8′     |
| 4.              | Principal       | 4′     |
| 5.              | Flauto traverso | 4′     |
| 6.              | Nasat           | 2 ⁄3′  |
| 7.              | Octave          | 2′     |
| 8.              | Terz            | 1 3⁄5′ |
| 9.              | Scharf III-IV   | 1′     |
| 10.             | Trompete        | 8′     |
| 11.             | Dulcian         | 8′     |
|                 | Tremulant       |        |

| II Hauptwerk C–g3 |             |       |
| 12.               | Bourdon     | 16′   |
| 13.               | Principal   | 8′    |
| 14.               | Viola       | 8′    |
| 15.               | Hohlflöte   | 8′    |
| 16.               | Octave      | 4′    |
| 17.               | Spitzflöte  | 4′    |
| 18.               | Quinte      | 2 ⁄3′ |
| 19.               | Superoctave | 2′    |
| 20.               | Mixtur IV-V | 2′    |
| 21.               | Cornet III  | 2 ⁄3′ |
| 22.               | Trompete    | 8′    |
|                   | Tremulant   |       |
|                   | Zimbelstern |       |

| III Echowerk C–g3 |               |       |
| 23.               | Gedackt       | 8′    |
| 24.               | Rohrflöte     | 4′    |
| 25.               | Waldflöte     | 2′    |
| 26.               | Echocornet II |       |
| 27.               | Larigot       | 1 ⁄3′ |
| 28.               | Vox humana    | 8′    |
|                   | Tremulant     |       |

| Pedalwerk C–f1 |                   |     |
| 29.            | Principal         | 16′ |
| 30.            | Subbaß (= Nr. 12) | 16′ |
| 31.            | Octavbaß          | 8′  |
| 32.            | Viola (= Nr. 14)  | 8′  |
| 33.            | Octave            | 4′  |
| 34.            | Mixtur            | 2′  |
| 35.            | Posaune           | 16′ |
| 36.            | Trompete          | 8′  |

- Koppeln: I/II, I/P, II/P